# Apache Parquet
Pour les articles homonymes, voir Parquet.
Apache Parquet est un format de fichiers orienté colonne, initialement développé pour l'écosystème de calcul distribué Apache Hadoop. Il est similaire aux autres formats de fichiers de stockage colonnaires disponibles dans Hadoop, à savoir RCFile et Optimized RCFile. Il est compatible avec la plupart des frameworks de traitement de données de l'environnement Hadoop. Il fournit des schémas efficaces de compression et de codage de données avec des performances améliorées pour gérer des données complexes en masse.

## Historique
Le projet open source qui a abouti à Apache Parquet vient des efforts conjoints entre Twitter et Cloudera. La première version de Apache Parquet 1.0 sort en juillet 2013. Depuis le 27 avril 2015 Apache Parquet devient un projet top-level de la Apache Software Foundation ,